# Sint-Monicakerk (Utrecht)
De Sint-Monicakerk was een rooms-katholieke kerk in de Nederlandse stad Utrecht.
De kerk werd in 1885-1886 gebouwd als bijkerk voor de parochie van de Augustinuskerk. Het aantal parochianen was in de jaren voor de bouw zo sterk gestegen dat de Augustinuskerk te klein was geworden om iedereen plaats te bieden. De kerk werd gewijd aan de moeder van de heilige Augustinus, Sint-Monica. De Monicakerk werd op 11 augustus ingewijd door mgr. Snickers, de bisschop van Utrecht.
In de jaren 1960 liep het aantal parochianen sterk terug, waardoor rond 1970 werd besloten de kerk te sluiten en te laten slopen. De sloopvergunning werd al in 1971 afgegeven, maar een aantal actiegroepen verzette zich tegen de afbraak en de pastorie werd gekraakt. De sloopvergunning werd in 1973 weer ingetrokken. Er werd overwogen om de kerk als moskee in te richten, maar de vraagprijs van 2 miljoen gulden bleek te hoog. Nadat bleek dat er geen nieuwe bestemming voor de Monicakerk was en de gemeente het gebouw niet monumentaal genoeg vond, werd de kerk in 1977 alsnog afgebroken.
De Monicakerk was een ontwerp van Evert Margry, een van de belangrijkste leerlingen van Pierre Cuypers. Margry werd geassisteerd door de architect Jozef Snickers, een familielid van de bisschop van Haarlem die de kerk in wijdde. De driebeukige kruiskerk was gebouwd in de voor Evert Margry ongebruikelijke neoromaanse stijl en stond vooral bekend om de imposante toren aan de Herenweg, waar ook de hoofdingang was. Deze toren had een hoogte van 70 meter. Grote rondvensters in de zijmuren van het schip en het transept zorgden voor licht in de kerk. Op de glas-in-loodramen stonden scènes uit het leven van Augustinus en Monica afgebeeld.

## Trivia
Het Bätz kerkorgel uit 1758 van de Sint-Monicakerk is in 1986 verhuisd naar Schalkwijk en is geplaatst in de katholieke H. Michaëlkerk.

## Referentie
- Uit de Atlas van A.Grolman - De Monicakerk 1906 (gearchiveerd)